# 1. Sinfonie (Krenek)
Die 1. Sinfonie op. 7 von Ernst Krenek (1900–1991) wurde 1922 in Berlin durch Hermann Scherchen und die Berliner Philharmoniker uraufgeführt.

## Entstehung und Uraufführung
Ernst Kreneks 1. Sinfonie entstand im Jahr 1921 noch während seiner Studienzeit bei Franz Schreker, dem Krenek 1920 von Wien nach Berlin gefolgt war. Die frühen Zwanziger Jahre bildeten eine produktive Schaffensphase des Komponisten: 1921 entstanden neben der 1. Sinfonie unter anderem zwei Streichquartette und das 1. Concerto grosso, und bereits im Folgejahr schuf Krenek seine 2. und 3. Sinfonie. Wie Krenek rückblickend selbstironisch feststellte, sah er sich damals berufen, „nach Mahler den nächsten wichtigen Beitrag zur Entwicklung der Symphonie zu leisten.“
Sein 1921 uraufgeführtes 1. Streichquartett op. 6, in dem Krenek erstmals mit der Tonalität brach, hatte ihm bereits breitere Aufmerksamkeit der Musikkritik eingetragen. Die Uraufführung der 1. Sinfonie erfolgte am 12. März 1922 mit den Berliner Philharmonikern unter Leitung von Hermann Scherchen, der in der Folge noch weitere Uraufführungen Krenek’scher Werke übernehmen sollte. Kreneks 1. Sinfonie geriet zu einem Sensationserfolg nicht nur in der Presse, sondern auch beim Publikum, in dem sich u. a. Wassily Kandinsky und Walter Gropius befanden.

## Besetzung und Charakterisierung
Die Partitur sieht folgende Besetzung vor: 2 Flöten, 2 Oboen, 2 Klarinetten, Bassklarinette, 2 Fagotte, Kontrafagott, 4 Hörner, 2 Trompeten, 2 Posaunen, Tuba, Pauken, Schlagwerk und Streicher.
Die Aufführungsdauer beträgt etwa 30 Minuten.
Kreneks 1. Sinfonie ist einsätzig, lässt sich jedoch in neun Abschnitte gliedern:
1. Vivace - Lento
2. Andante con moto - Andante sostenuto - Allegro vivace - Vivace
3. Larghetto
4. Allegro ma non troppo
5. Presto
6. A tempo - Fließend (wie bei No. 2)
7. Adagio
8. Fuge. (string. al) Allegro - Tempo I (Vivace) - Poco meno - Lento
9. Prestissimo - Tempo I (Vivace) - (rit. al) Lento

Das Werk bedient sich einer atonalen, vor Dissonanzen nicht zurückschreckenden, polyphonen und rhythmisch aggressiven Satzweise. Für eine formale Bindung sorgt eine virtuose, toccatenhafte Streichereinleitung, die mehrfach als Überleitung wirkt. In einer ausgedehnten Fuge werden mehrere thematische Gestalten zusammengefasst, zudem taucht dort auch der B-A-C-H-Gedanke auf.
Der Komponist verweist auf strukturelle Ähnlichkeiten mit seinem ebenfalls einsätzigen 1. Streichquartett: „Wiederum war die thematische Substanz weitgehend vereinheitlicht, die verschiedenen Themen glichen sich allmählich einander an und gaben sich als verschiedene Ausprägungen des einen Grundgedankens zu erkennen, der sie hervorgebracht hatte. Dieser Grundgedanke war wie ein »geometrisch« organisiertes Muster […]; es war ein keilförmig expandierender melodischer Gedanke mit charakteristischen Abwärtssprüngen in Quarten am Ende. Ich bin ziemlich sicher, daß ich damals Schönbergs Erstes Streichquartett, wahrscheinlich auch das Zweite und die Kammersymphonie, bereits gut kannte und gründlich studiert hatte. […] Ein persönliches Merkmal, das ich für sehr gelungen halte, war eine schnelle Einleitung, die mit einer raschen und ziemlich schwierigen Violinpassage beginnt, welche im weiteren Verlauf an Gewicht und Substanz gewinnt. Diese Elemente traten am Schluß des Stücks wieder auf, so daß die Komposition aus dem leeren Raum zu kommen und dorthin zurückzukehren scheint, indem sie in dünnen, bruchstückhaften Linien verklingt.“
Anlässlich einer erneuten Aufführung der 1. Sinfonie 1932, wiederum unter Hermann Scherchen, schrieb Krenek: „Im ganzen erschien sie mir immer noch als gut abgerundetes und recht originelles Werk, das durch ein paar geeignete Kürzungen gewinnen würde.“
Mindestens drei Einspielungen der 1. Sinfonie liegen vor: Mit dem ORF-Symphonieorchester unter Lothar Zagrosek, der NDR Radiophilharmonie unter Takao Ukigaya sowie dem Luzerner Sinfonieorchester unter Leitung von John Axelrod.